# دير دوزي

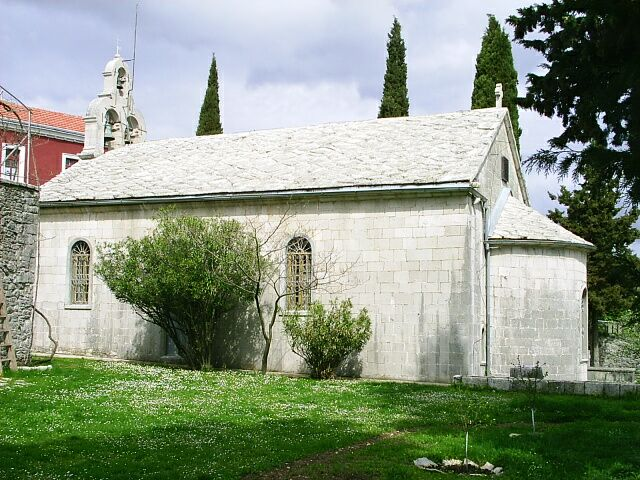
كنيسة دير دوزي

دير دوزيهو دير أرثوذكسي صربي مخصص لشفاعة ثيوتوكوس ويقع على بعد 10 كيلومترات غرب مدينة تريبينيي في جنوب جمهورية صربسكا ، البوسنة والهرسك. يقع في (بوبوفو بلين )، ليس بعيدا عن ساحل البحر الأدرياتيكي. وذكر لأول مرة في مصادر تاريخية في 1694 ، عندما كان بمثابة ملجأ للرهبان من دير تفردوس القريب الذي دمره الفينيسيون آنذاك خلال حرب موري. في ذلك العام ، نُقلت رؤية أبرشية زاهوملي وهيرسكيا الأرثوذكسية الصربية من تفردوس إلى دزتي ، حيث بقيت حتى عام 1777,عندما نقلت إلى موستار .
```
خلال النصف الأخير من القرن التاسع عشر ، دعم رهبان دوزي انتفاضات صرب البوسنة ضد العثمانيين ، الذين دمروا ونهبوا الدير في عام 1858 و 1861 و 1877. 
[
1
]
  كان مقر ميو ليوبيبراتي ، وهو قائد ثورة الهيرتز في 1875-1877 ، مقره الرئيسي في دير دوتي. 
[
2
]
 في عام 1878 ، بعد 
مؤتمر برلين
 ، احتلت النمسا والمجر البوسنة والهرسك. أُصيب الدير بأضرار بالغة في حريق في السادس من سبتمبر عام 1886. تم ترميمه بدعم من الحكومة النمساوية المجرية للبوسنة والهرسك بتمويل من 200000 غيلدنس. وضعت لوحة برونزية في الكنيسة التي تم تجديدها ، مع النص في الصربية معربا عن الامتنان للإمبراطور النمساوي فرانز جوزيف  .
[
1
]
```

بعد الحرب العالمية الأولى ، كان الدير يسكنه رهبان روس فروا من روسيا في أعقاب ثورة أكتوبر. في عام 1935 ، رسموا جدران الكنيسة بلوحات جدارية بأسلوب روسي. في عام 1941 ، قتل ثلاثة من هؤلاء الرهبان على يد أنصار يوغوسلافيا. كان الدير مهجورا بعد الحرب العالمية الثانية ، وأصبح في حالة سيئة. بين 1954 و 1958 ، تم استخدامه من قبل الجيش الشعبي اليوغوسلافي لإيواء الجنود. في عام 1959 ، أصبحت دير للراهبات ، والراهبات استعادت تدريجيا الدير. أثناء الحروب اليوغسلافية في التسعينات ، قصفها الجيش الكرواتي ، ولكن دون إلحاق ضرر كبير بها.
اليوم ، يشمل اقتصاد دير دوزي تربية النحل وانتاج النبيذ والراقية ومنتجات الألبان.